# Romborama
Romborama – pierwszy album studyjny włoskiego duetu The Bloody Beetroots, wydany 21 sierpnia 2009 roku przez Dim Mak Records. Niektóre utwory pochodzą z wcześniejszych wydań zespołu. Utwór "Butter" został wykorzystany w reklamie 2 sezonu reality show "Ekipa z New Jersey".

## Lista utworów
1. "Romborama" (feat. Justin Pearson) - 3:43
2. "Have Mercy on Us"  (feat. Cécile) - 5:48
3. "Storm" - 3:43
4. "Awesome"  (feat. The Cool Kids) - 2:33
5. "Cornelius" - 4:13
6. "It's Better a DJ on 2 Turntables" - 3:48
7. "Talkin' in My Sleep"  (feat. Lisa Kekaula) - 5:29
8. "Second Streets Have No Name"  (feat. Beta Bow) - 3:04
9. "Butter" - 4:35
10. "WARP 1.9"  (feat. Steve Aoki) - 3:23
11. "FFA 1985" - 3:23
12. "Theolonius (King Voodoo)" - 4:51
13. "Yeyo"  (feat. Raw Man) - 3:32
14. "Little Stars"  (feat. Vicarious Bliss) - 2:42
15. "WARP 7.7"  (feat. Steve Aoki) - 3:57
16. "Make Me Blank"  (feat. J*Davey) - 3:52
17. "House N° 84" - 3:53
18. "Mother" - 3:38
19. "I Love the Bloody Beetroots" - 5:32
20. "Anacletus" - 3:17
21. "Come La"  (feat. Marracash) - 2:42
22. "Little Stars"  (feat. Vicarious Bliss) - 2:41